# Sofia av Bayern
Sofia, född 27 januari 1805 i München, död 28 maj 1872 i Wien, var prinsessa av Bayern och ärkehertiginna av Österrike.

## Biografi
Sofia var dotter till Maximilian I Joseph av Bayern i dennes äktenskap med Karolina av Baden. Hon hade flera syskon, bland annat var hon tvillingsyster med Maria Anna av Bayern.
Den 4 november 1824 blev Sofia bortgift med ärkehertig Frans Karl av Österrike. Hon drabbades av flera missfall och det dröjde till 1830 innan hon födde sitt första barn, Frans Josef. 1832 föddes Ferdinand Maximilian, 1833 föddes Karl Ludvig, 1835 Marianne och 1845 Ludvig Viktor. Faderskapet till Ferdinand Maximilian har diskuterats och både Napoleon II och Gustav Gustavsson av Wasa har pekats ut som den egentlige fadern.
När marsoroligheterna bröt ut 1848 tvingades Sofias svåger Ferdinand I att abdikera och den inflytelserike statskanslern Metternich flydde utomlands. Parlamentet i Wien krävde att Sofia skulle landsförvisas. Genom envishet lyckades hon rädda monarkin och förmådde sin make att avstå från tronen som istället gick till den äldste sonen Frans Josef. Under dennes första regeringsår kunde hon utöva stort inflytande för att öka den katolska kyrkans inflytande i Österrike. I Wien sade man att hon var "hovets enda riktiga karl". 
Sofias stora inflytande gjorde att hon småningom blev osams med sin svärdotter Elisabeth av Österrike-Ungern (Sisi) och bilden av henne som "Sisis" elaka svärmor har levt vidare hos eftervärlden. Sofia var gudmoder till sitt första barnbarn, ärkehertiginnan Sophie Frederike (1855–1857), som dog vid två års ålder.
Efter att ha besökt Burgtheater 1872 ådrog hon sig lunginflammation och avled. Hon är begraven i den habsburgska familjens kejserliga krypta i Kapucinerkyrkan i Wien.
Hon var en av de 36 berömda skönheter som porträtterades i Schönheitengalerie (Skönhetsgalleriet) i München mellan 1827 och 1850.

## Barn
- Frans Josef (1830–1916)
- Ferdinand Maximilian (1832–1867)
- Karl Ludvig (1833–1896)
- Maria Anna (1835–1840, dog av epilepsi)
- Dödfödd son (1840)
- Ludvig Viktor (1845–1919)